# Chiloglanis productus
Chiloglanis productus és una espècie de peix de la família dels mochòkids i de l'ordre dels siluriformes.
Els mascles poden assolir els 4,9 cm de llargària total.
Es troba a Àfrica: Zàmbia.